# Mobile ad hoc network
Las Mobile ad hoc network (denominadas también MANET como acrónimo de Mobile ad hoc network) en algunas ocasiones denominada también como malla de nodos móviles (mobile mesh network), se trata de una red de dispositivos conectados por wireless y que poseen propiedades de auto-configuración, además de poseer cierta movilidad (es decir se encuentran montados en plataformas móviles). Las MANETs son un tipo de wireless ad hoc networks que forman, por regla general, una malla enrutable en forma de una capa de enlace de datos. 

## Características
Cada dispositivo en una MANET posee libertad para desplazarse independientemente en cualquier dirección, y eso permite que cambien dinámicamente las condiciones de enlace entre los dispositivos. Cada uno de ellos está desacoplado del tráfico y por lo tanto realiza misiones de router. Uno de los principales retos a la hora de construir MANET es lograr que sea posible equipar cada dispositivo para mantener continuamente la información necesaria para enrutar. Este tipo de redes puede operar de forma autónoma o ser conectada a Internet. La última ola de estos sistemas incluye elementos voladores no tripulados, como drones; a este tipo de redes se les denomina FANET (Flying Ad hoc NETwork)